# تحليل شبكات النقل

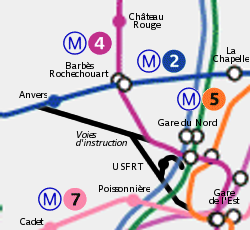

يقصد عادةً بـ شبكة النقل, أو شبكة المواصلات في الإنجليزية الأمريكية، شبكة الطرق والشوارع والمواسير والقنوات وخطوط الطاقة أو يقصد بها تقريبًا أي إنشاء يسمح بحركة المركبات أو تدفق بعض السلع.
تستخدم شبكة النقل في تحليل شبكة النقل لتحديد تدفق المركبات (أو الأفراد) عبر تلك الشبكة في مجال هندسة النقل, ويتم هذا التحليل عادةً باستخدام نظرية المخططات الرياضية. وقد يجمع هذا التحليل بين مختلف وسائل النقل, مثل السير على الأقدام وركوب السيارات لنمذجة رحلات الطرق المتعددة.